# 沖直未
沖 直未（おき なおみ、1959年4月30日 - ）は、日本の女優。旧芸名は沖 直美（おき なおみ）。沖縄県中頭郡嘉手納町出身。身長160cm、体重45kg（1985年）、血液型O型。本名は比嘉 直美（ひが なおみ）。

## 略歴
『愛をひとつまみ』（1981年）で、主演デビュー。濡れ場の多い1985年の東映『ひとひらの雪』で、主演・秋吉久美子とともに大胆演技で注目を浴びた。
その後は2時間ドラマを中心に活躍、以降は故郷の沖縄で居酒屋を営みながら地元で撮影される作品には出演している。

## 人物
趣味は水泳、ダイビング・ガラス工芸・絵画鑑賞・料理。

## エピソード
姓名の読み（おきなおみ）が同じで、現在はディスクジョッキーやイケメン評論家として活躍する沖直実と自宅が隣人同士であったことで、直未への郵便・配送物の誤配達を隣人・沖直実から渡されたことが縁となり、直未の付き人を沖直実が一時期務めた。沖直実はこのことが芸能界へ足を踏み入れるきっかけとなった。

## 出演

### テレビドラマ
- 愛をひとつまみ（1981年、TBS） - 矢島百合子
- 天まであがれ!（1982年、日本テレビ） - 松沢晴美
- 風雲 柳生武芸帳（1985年） - 桔梗
- 清水みなとストーリー（銀河テレビ小説 1986年、NHK） - 彩子
- どうぶつ通り夢ランド（1986年-1987年、テレビ朝日）
- おさと（1987年-1988年、ytv）
- 現代恐怖サスペンス向田邦子の鮒 思いがけない形見(日本テレビ放送網)
- 火曜サスペンス劇場（日本テレビ）
  - 「松本清張スペシャル・やさしい地方」（1988年） - 向田規美子
  - 「当番弁護士 (テレビドラマ)2」（1996年） - 長井吹江
  - 「警視庁鑑識課2」（1996年） - 永井藍子
  - 「女検事・霞夕子14」（1999年） - 安部聡美
  - 「地方記者・立花陽介17」（2001年） - 松尾加奈
  - 「取調室 (テレビドラマ)19」（2003年） - 坂口喜久江
  - 「だます女だまされる女5」（2003年） - 三島貴恵
- 披露宴ツアー殺人事件（1988年、テレビ朝日）
- 人妻殺し（1989年、テレビ朝日） - 戸田玲子
- 探偵・神津恭介の殺人推理9（1989年、テレビ朝日）
- 世にも奇妙な物語
  - 「親切すぎる家族」（1990年） - 市村真由美
  - 「チャネリング」（1991年） - 松井洋子
- 新・OL三人旅（1991年、フジテレビ）
- おんなの砦（1991年、THK）
- 映画みたいな恋したい「アメリカン・グラフィティ」（1991年、テレビ東京）
- はぐれ刑事純情派
  - （1991年） - 相沢真紀
  - （1992年） - 萩野明子
- 牟田刑事官事件ファイル15（1989年、テレビ朝日）
- 土曜ワイド劇場「八甲田山殺人暮色 若妻はなぜ襲われたか? 青森行“はつかり5号”にトリックが…」（1991年、テレビ朝日）
- 赤かぶ検事の逆転法廷（1992年、朝日放送）
- さすらい刑事旅情編V 第11話「拾った拳銃・金色のアンクレットの女」（1992年、テレビ朝日）
- 妊娠ですよ（1994年、関西テレビ）
- ヘルプ!（1995年、フジテレビ）
- エリアコードドラマ 「留萌交番日記」（1995年、北海道テレビ放送）
- いのちの現場からIII（1995年、毎日放送）
- 名奉行 遠山の金さん 第7シリーズ 第17話「また男が死ぬ!私は疫病神の女」（1996年、テレビ朝日 / 東映） - お涼 ※ 沖直美名義
- 金田一耕助の傑作推理「黒い羽根の呪い」（1996年、TBS・東阪企画） - 幾代
- 渡る世間は鬼ばかり（1996年-1997年、TBS） - 立石伸子
- はみだし刑事情熱系（テレビ朝日）
  - 第1シリーズ 第13話「殺人鬼! 母の秘密」（1997年） - 前島比呂子
  - 第3シリーズ 第14話「衝撃の愛憎殺人！樹海に捨てられた女」（1999年） - 田島真知子
  - 第6シリーズ 第8話「復讐の銃弾！夫婦の幸せを奪う記憶喪失」（2001年）
- 森村誠一サスペンス 死都物語（1997年、TBS） - 宮尾佳代
- 森村誠一サスペンス 迷路（1997年12月8日、TBS、ザ・ワークス） - 相良留美子
- 聖者の行進（1998年、TBS）
- 弁護士芸者のお座敷事件簿3（1998年、TBS）
- 法医学教室の事件ファイル9（1998年、テレビ朝日） - 前川美和
- 暴れん坊将軍（ANB、東映）
  - 暴れん坊将軍IX 第10話「美人後家を守れ! 弁護人になった将軍」（1999年） - お千津
  - 暴れん坊将軍X 第9話「小町娘連続殺人! 美人浮世絵が死を招く」（2000年） - お絹
- お水の花道（1999年、フジテレビ）
- 別れる2人の事件簿 第2話「殺意の美少女! 出産に秘められた罠」（2000年、テレビ朝日）
- ふしぎな話（2000年、毎日放送）
- 骨壺を抱く 二人の女（2001年、テレビ東京） - 江藤佳子
- ごくせん（2002年、日本テレビ）
- 世直し公務員 ザ・公証人1 - 8（2002年-2009年、TBS）
- 混浴露天風呂連続殺人22（2002年、朝日放送）
- 取調室19（2003年、日本テレビ）
- 「山村美紗サスペンス 赤い霊柩車シリーズ17」（2003年、フジテレビ） - 森田加代
- 第一級殺人弁護3（2005年、テレビ朝日）
- 危険な関係（2005年、東海テレビ）
- 森村誠一の終着駅シリーズ 破婚の条件（2005年、テレビ朝日） - 吉田明子
- 美人三姉妹の推理旅行2（2007年） - 井上武子
- 金色の翼（2007年7月2日 - 9月28日、東海テレビ）
- おみやさん（第6シリーズ）第7話（2008年12月18日、テレビ朝日）
- 水曜ミステリー9「付き人女優・安野すみれ 楽屋裏事件ファイル」（2009年1月21日、テレビ東京） - 成瀬ひとみ
- 津軽海峡ミステリー航路8（2009年、フジテレビ）
- かりゆし先生ちばる!（2009年6月29日 - 、テレビ東京）
- 金曜プレステージ「ドクター小石の事件カルテ6・異物」（2009年9月18日、フジテレビ） - 漆沢真沙美
- 月曜ゴールデン（TBS）
  - 「十津川警部シリーズ48・江ノ電に消えた女・十津川警部への挑戦状」（2012年10月22日） - 麻生久子
  - 「警視・深町征爾2 殺人者にラブソングを」（2013年7月8日） - 小西晃子
- アンマー（2018年8月15日、琉球放送）
- エイサーどんどん（2021、沖縄テレビ放送）

### 映画
- 彩り河（1984年） - 梅野ヤス子
- ひとひらの雪（1985年） - 相沢笙子
- 妖女伝説'88（1988年） - 主演
- 微熱 MY LOVE（1990年） - 矢野美希子
- 二代目パチンコ物語　一発勝負必勝篇（1991年）
- コンクリート（2004年）
- あのころ…Summer Memories  (2005年) - 風間夏香
- 秘メ煙〜HIMEGEMURI〜（2007年）
- 僕らの方程式 （2008年） - 園田芳江
- しんおん（2008年）
- Make The Last Wish（2008年）
- 風が通り抜ける道（2024年公開、沖縄県後援）- 金城院長先生

### ビデオ
- コンプレックス・ブルー（1994年）
- 悪玉志願（1996年）
- ママ、帰ってこないの―交通事故の隠れた悲劇―（2003年） - 運転免許試験場での運転免許証更新時の講習などで上映される交通安全教育ビデオ
- ハングリーハート（2009年）

### 写真集
- ALLORA（1993年、ワニブックス）